# Euston Road
Euston Road je dopravní tepna v centru Londýna. Tvoří část New Road (A501) z Paddingtonu do Islingtonu, která byla vybudovaná jako obchvat na severu Londýna ve 40. letech 18. století, ale v současnosti v důsledku rozvoje Londýna je považována za komunikaci centrální části. Roku 2002 si Greater London Authority objednala plán na její renovaci u významné architektonické společnosti Terry Farrell and Partners.
Ulice vede ze západu na východ od Marylebone Road po Pentonville Road. Silnice je vybavena s ohledem na velmi rušný provoz třemi jižními pruhy, přesto se zde v průběhu větší části dne tvoří zácpy.
Ulice tvoří hranici zóny London Congestion Charge. To znamená, že řidiči jedoucí po této ulici nemusí platit, ale pokud vjedou na jih od ní je po nich požadován poplatek. Ulice také označuje hranici zóny 1 používané v systému Travelcard společnosti Transport for London.
Na Euston Road se nachází Britská knihovna – národní knihovna Velké Británie, Euston Tower - 124 m vysoký mrakodrap, nová i stará budova Wellcome Trust – charitativní organizace zabývající se medicínským výzkumem a University College Hospital.